# دیو گارووی
دیو گارووی (انگلیسی: Dave Garroway; ۱۳ ژوئیهٔ ۱۹۱۳ – ۲۱ ژوئیهٔ ۱۹۸۲) بازیگر، مجری تلویزیون اهل ایالات متحده آمریکا بود. وی بین سال‌های ۱۹۳۸ تا ۱۹۸۲ میلادی فعالیت می‌کرد.